# Mark Esper

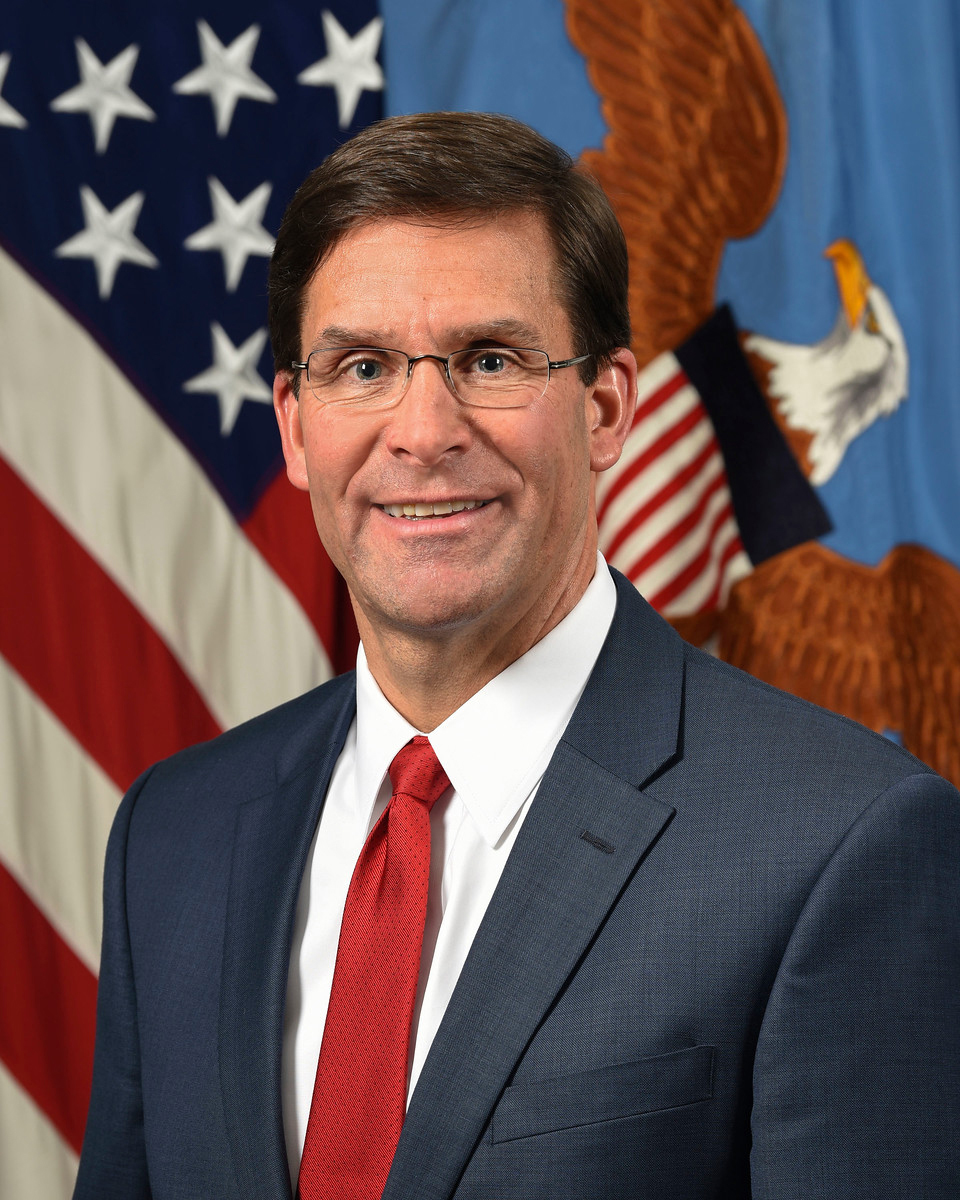
Mark Esper (2019)

Mark Thomas Esper (* 26. April 1964 in Uniontown, Pennsylvania) ist ein US-amerikanischer Politiker. Er war von Juli 2019 bis November 2020 Secretary of Defense (Verteidigungsminister) der Vereinigten Staaten.
Vor seinem Eintritt in das Verteidigungsministerium war Esper Vizepräsident für Regierungsbeziehungen bei Raytheon, einem großen US-amerikanischen Rüstungsunternehmen. Während seiner Zeit bei Raytheon wurde Esper von The Hill 2015 und 2016 als Top-Unternehmenslobbyist anerkannt.
Am 23. Juli 2019 wurde Esper als Nachfolger von Patrick M. Shanahan vom Senat der Vereinigten Staaten als 27. Verteidigungsminister bestätigt. Am 9. November 2020 wurde er von Präsident Donald Trump entlassen.

## Bildung
Esper absolvierte die Laurel Highlands High School im Jahr 1982. Er erhielt 1986 seinen Bachelor of Science in Ingenieurwissenschaften von der United States Military Academy. Esper erhielt den Douglas MacArthur Award for Leadership. Er machte 1995 seinen Master in öffentlicher Verwaltung an der John F. Kennedy School of Government in Harvard und 2008 erhielt er einen Doktorgrad in öffentlicher Politik von der George Washington University.

## Karriere
Esper diente als Infanterieoffizier bei der 101st Airborne Division und wurde mit den „Screaming Eagles“ im Golfkrieg 1990–1991 eingesetzt. Sein Bataillon war Teil des berühmten „linken Hakens“, welcher für den Untergang der irakischen Armee sorgte. Für seine Taten erhielt Esper die Bronze Star Medal, das Combat Infantryman Badge, die Kuwait-Befreiungsmedaille und verschiedene Dienstmedaillen. Später leitete er eine Airborne Rifle Company in Europa und diente als Militärstipendiat im Pentagon. Esper war über zehn Jahre im aktiven Dienst, bevor er zur Nationalgarde und später zur Reserve der Armee wechselte und Lieutenant Colonel wurde. Esper wurde mit dem Orden Department of Defense Medal for Distinguished Public Service des US-Verteidigungsministeriums ausgezeichnet, außerdem erhielt er die Legion of Merit.
Esper war von 1996 bis 1998 Stabschef der Heritage Foundation, einer konservativen Denkfabrik. Von 1998 bis 2002 war Esper leitender Angestellter des Ausschusses für auswärtige Beziehungen des Senats und des Ausschusses für Regierungsangelegenheiten des Senats. Außerdem war er auch Senior Policy Advisor und Legislativdirektor des US-Senators Chuck Hagel. Er war von 2001 bis 2002 politischer Direktor des House Armed Services Committee. Von 2002 bis 2004 war Esper in der George W. Bush-Administration als stellvertretender Assistent des Verteidigungsministers für die Verhandlungspolitik tätig, wo er für Waffenkontrollen und internationale Sicherheitsfragen zuständig war. Er war von 2004 bis 2006 Direktor für nationale Sicherheitsangelegenheiten des US-Senats unter dem Vorsitz des Senatsmehrheitsführers Bill Frist.
Esper war in den Jahren 2006 und 2007 Executive Vice President bei der Aerospace Industries Association. Während der Präsidentschaftswahlen in den Vereinigten Staaten 2008 war er National Policy Director von Senator Fred Thompson. Von 2008 bis 2010 war Esper Executive Vice President des Global Intellectual Property Center und Vice President für Europa und Eurasien bei der US-Handelskammer. Im Juli 2010 wurde er als Vizepräsident für Regierungsbeziehungen beim Raytheon eingestellt. Esper wurde 2015 und 2016 von The Hill als Top-Lobbyist für Unternehmen anerkannt.
Präsident Trump kündigte an, Esper am 19. Juni 2017 zum Secretary of the Army zu ernennen. Nach dem Rückzug von Vincent Viola und Mark E. Green war er Trumps dritter Kandidat für diese Position. Er wurde auf diesem Posten durch eine 89-6 Abstimmung des US-Senats am 15. November 2017 bestätigt und am 20. November vereidigt.
Im Mai 2022 veröffentlichte Esper seine Erinnerungen an die Zeit als Verteidigungsminister, worin er behauptet, dass Präsident Trump auf gewalttätige Demonstranten schießen lassen wollte.

## Verteidigungsminister

### Geplante Ernennung und Vereidigung

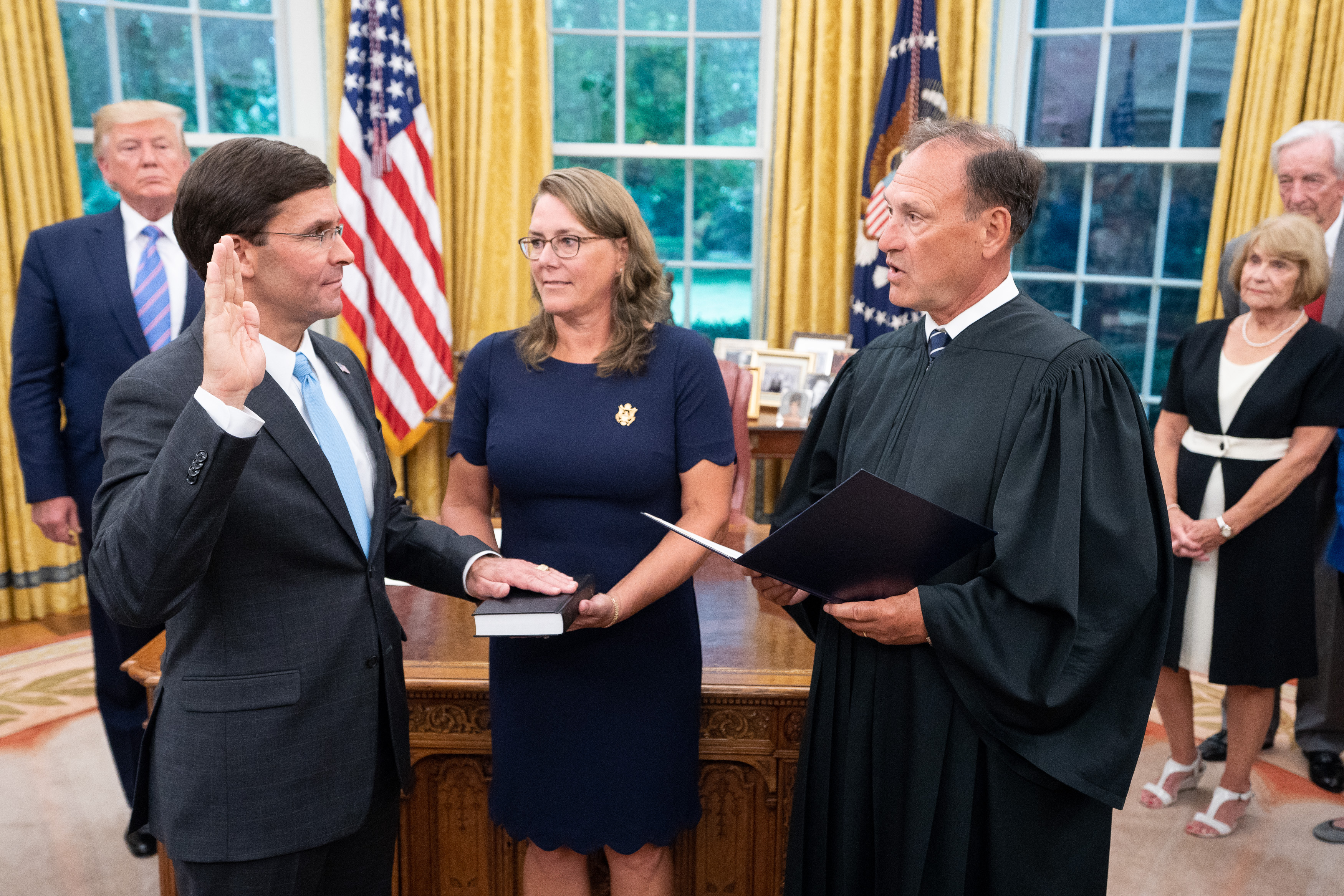
Esper wird im Beisein seiner Frau Leah am 23. Juli 2019 vom obersten Richter Samuel Alito als Verteidigungsminister vereidigt

Nachdem Amtsinhaber Patrick Shanahan seinen Rücktritt beschlossen hatte, gab Präsident Trump am 18. Juni 2019 Espers Ernennung zum amtierenden Verteidigungsminister der Vereinigten Staaten bekannt. Vier Tage später wurde bekannt gegeben, dass Trump Esper zum ständigen Verteidigungsminister ernennen würde. Am 15. Juli 2019 sandte das Weiße Haus seine Nominierung offiziell an den Senat. Der Ausschuss für Streitkräfte setzte für den nächsten Tag eine Anhörung zur Nominierung an. Am 22. Juli 2019 stimmte der Senat mit 85 zu 6, um sich auf seine Nominierung zu berufen. Am 23. Juli 2019 wurde seine Nominierung durch eine Abstimmung von 90 zu 8 bestätigt.

### Modus Operandi
Esper erklärte, dass seine operativen Positionen als Verteidigungsminister unpolitisch wären und alle Aktionen im Einklang mit der 2018 von seinem Vorgänger Jim Mattis formulierten nationalen Verteidigungsstrategie seien. Am 19. August 2019 wurde vor Kalifornien eine Cruise Missile getestet, die auch atomar bestückt werden kann. Dies stand im Zusammenhang mit dem US-amerikanischen Austritt aus dem INF-Vertrag.
Esper geriet im März 2020 in Kritik, als seine Bekämpfung der COVID-19-Pandemie als zu lasch bewertet wurde. Der Oberkommandierende der US-Streitkräfte in Europa, General Todd Wolters, kündigte am 29. Juli 2020 an, dass das Oberkommando der US-Streitkräfte in Europa nach Mons in Belgien verlegt wird, offenbar wegen anhaltender Differenzen mit Deutschland; dazu kam es jedoch nicht, das Kommando ist weiterhin in den Patch Barracks in Stuttgart-Vaihingen stationiert.
Als es im Sommer 2020 zu Protesten gegen strukturellen Rassismus und Polizeigewalt im ganzen Land kam, drohte Trump den möglichen Einsatz militärischer Gewalt gegen die Protestierenden an. Esper hingegen vertrat wie sein Vorgänger Jim Mattis, eine Reihe hochrangiger Militärs und das US-Oberkommando die Ansicht, dass der Einsatz des US-Militärs zum Stopp der Unruhen keine gute Idee sei. Das Pentagon äußerte Anfang Juni 2020 Kritik an Trumps Absicht. Dies sei wirklich nur das „letzte Mittel“, das einzig in den „dringendsten und schlimmsten Situationen“ genutzt werden sollte, so Esper. US-Medien berichteten damals unter Berufung auf Trumps Umfeld, dass Trump deshalb seine Abberufung erwog. Trump entließ Esper am 9. November 2020, sechs Tage nach der US-Präsidentschaftswahl. Kommissarischer Nachfolger wurde der bisherige Direktor des Nationalen Antiterror-Zentrums Christopher C. Miller. Seitdem schwelte ein Dauerkonflikt zwischen Esper und Trump bezüglich dessen Führungsstils. Im November 2022 bezeichnete Esper Trump erneut als „unfähig, ein öffentliches Amt innezuhaben.“ (Trump’s former Pentagon chief says he’s ‘unfit for office’) Im Juni 2023 wies Esper darauf hin, dass Donald Trump nicht aus politischen Gründen angeklagt werde.